# Deutsche Cadre-71/2-Meisterschaft 2017/18

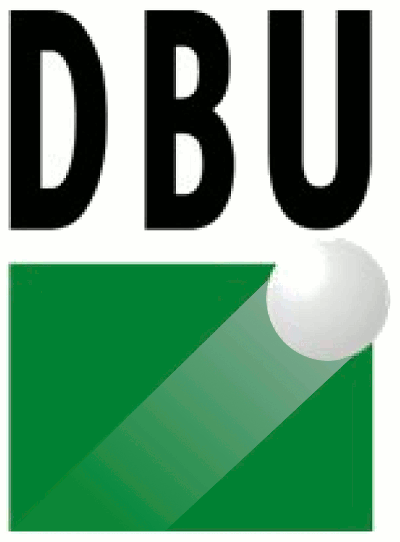
Verbandslogo: DBU

Die Deutsche Cadre-71/2-Meisterschaft 2017/18 ist eine Billard-Turnierserie und fand vom 7. bis zum 8. November 2017 in Bad Wildungen zum 68. Mal statt.

## Geschichte
Vor dem Turnier wurde ein Startplatz frei. Dadurch spielten Thomas Nockemann und Carsten Lässig ein Qualifikationsmatch. Hier gewann Carsten Lässig in drei Aufnahmen. Auch im Endturnier konnte er sich dann durchsetzen und wurde nach 1996 zum zweiten Mal deutscher Meister im Cadre 71/2. Nach einer Niederlage gegen Titelverteidiger Dieter Steinberger in der Gruppenphase kam er in den K.o.-Spielen nie in Gefahr. Im Finale gegen Markus Melerski siegte er glatt mit 150:42 in sieben Aufnahmen. Das Turnier hatte aber ein sehr mäßiges Niveau, was der Turnierdurchschnitt von nur 10,52 beweist.

## Modus
Gespielt wurden zwei Vorrundengruppen bis 150 Punkte oder 15 Aufnahmen. Die beiden Gruppenbesten spielten dann im K.-o.-System den Sieger aus. Platz drei wurde nicht mehr ausgespielt.
Die Endplatzierung ergab sich aus folgenden Kriterien:
1. Matchpunkte
2. Generaldurchschnitt (GD)
3. Bester Einzeldurchschnitt (BED)
4. Höchstserie (HS)

## Teilnehmer (alphabetisch)
1. Dieter Steinberger (BC Kempten) (Titelverteidiger)
2. Thomas Berger (BC Oberursel)
3. Sven Daske (SCB Langendamm)
4. Carsten Lässig (BG Coesfeld)
5. Markus Melerski (BC Hilden)
6. Manuel Orttmann (Ilmenau)
7. Christian Pöther (ABC Merklinde)
8. Arnd Riedel (BC Wedel)

## Turnierverlauf

### Gruppenphase
| MP    | Match Points (Sieger = 2; Unentschieden = 1; Verlierer = 0) |
| Pkte. | Erzielte Karambolagen                                       |
| Aufn. | Benötigte Versuche                                          |
| GD    | Generaldurchschnitt                                         |
| BED   | Bester Einzeldurchschnitt eines Spielers                    |
| HS    | Höchstserie                                                 |
|       | Bester GD des Turniers                                      |
|       | Bester ED des Turniers                                      |
|       | Beste HS des Turniers                                       |
|       | 1. Platz (Gold)                                             |
|       | 2. Platz (Silber)                                           |
|       | 3. Platz (Bronze)                                           |

| Platz                      | Name               | MP  | Pkte. | Aufn. | GD    | BED   | HS  |
| -------------------------- | ------------------ | --- | ----- | ----- | ----- | ----- | --- |
| 1                          | Markus Melerski    | 4:2 | 343   | 25    | 13,72 | 25,00 | 116 |
| 2                          | Carsten Lässig     | 4:2 | 392   | 30    | 13,06 | 16,66 | 55  |
| 3                          | Dieter Steinberger | 4:2 | 349   | 33    | 10,57 | 18,75 | 85  |
| 4                          | Christian Pöther   | 0:6 | 208   | 34    | 6,11  | –     | 31  |
| Gruppendurchschnitt: 10,59 |                    |     |       |       |       |       |     |

| Platz                      | Name            | MP  | Pkte. | Aufn. | GD    | BED   | HS |
| -------------------------- | --------------- | --- | ----- | ----- | ----- | ----- | -- |
| 1                          | Arnd Riedel     | 6:0 | 450   | 33    | 12,33 | 16,66 | 68 |
| 2                          | Manuel Orttmann | 4:2 | 359   | 25    | 14,36 | 18,75 | 92 |
| 3                          | Sven Daske      | 2:4 | 319   | 38    | 8,39  | 10,00 | 70 |
| 4                          | Thomas Berger   | 0:6 | 242   | 32    | 7,56  | –     | 51 |
| Gruppendurchschnitt: 10,36 |                 |     |       |       |       |       |    |

## Finalrunde
| Halbfinale      |     |     |    |       |       |    |
| Markus Melerski | 2:0 | 150 | 17 | 8,82  | 8,82  | 35 |
| Manuel Orttmann | 0:2 | 119 | 17 | 7,00  | –     | 29 |
| Arnd Riedel     | 0:2 | 75  | 8  | 9,37  | –     | 40 |
| Carsten Lässig  | 2:0 | 150 | 8  | 18,75 | 18,75 | 52 |
| Finale          |     |     |    |       |       |    |
| Markus Melerski | 0:2 | 42  | 8  | 6,00  | –     | 22 |
| Carsten Lässig  | 2:0 | 150 | 8  | 18,75 | 18,75 | 65 |

## Abschlusstabelle
| Klassement                 | Klassement | Klassement         | Klassement | Klassement | Klassement | Klassement | Klassement | Klassement | Klassement |
| Phase                      | Platz      | Name               | MP         | Pkte.      | Aufn.      | GD         | BED        | HS         |            |
| -------------------------- | ---------- | ------------------ | ---------- | ---------- | ---------- | ---------- | ---------- | ---------- | ---------- |
| Finale                     | 1          | Carsten Lässig     | 8:2        | 692        | 45         | 15,37      | 21,42      | 65         |            |
| Finale                     | 2          | Markus Melerski    | 6:4        | 535        | 49         | 10,91      | 25,00      | 116        |            |
| Halb- finale               | 3          | Arnd Riedel        | 8:2        | 482        | 41         | 11,75      | 16,66      | 68         |            |
| Halb- finale               | 3          | Manuel Orttmann    | 4:4        | 478        | 42         | 11,38      | 18,75      | 92         |            |
| Gruppen- phase             | 5          | Dieter Steinberger | 4:2        | 349        | 33         | 10,57      | 18,75      | 85         |            |
| Gruppen- phase             | 6          | Sven Daske         | 2:4        | 319        | 38         | 8,39       | 10,00      | 70         |            |
| Gruppen- phase             | 7          | Thomas Berger      | 0:6        | 242        | 32         | 7,56       | –          | 51         |            |
| Gruppen- phase             | 8          | Christian Pöther   | 0:6        | 208        | 34         | 6,11       | –          | 31         |            |
| Turnierdurchschnitt: 10,52 |            |                    |            |            |            |            |            |            |            |